# Castillo de cima

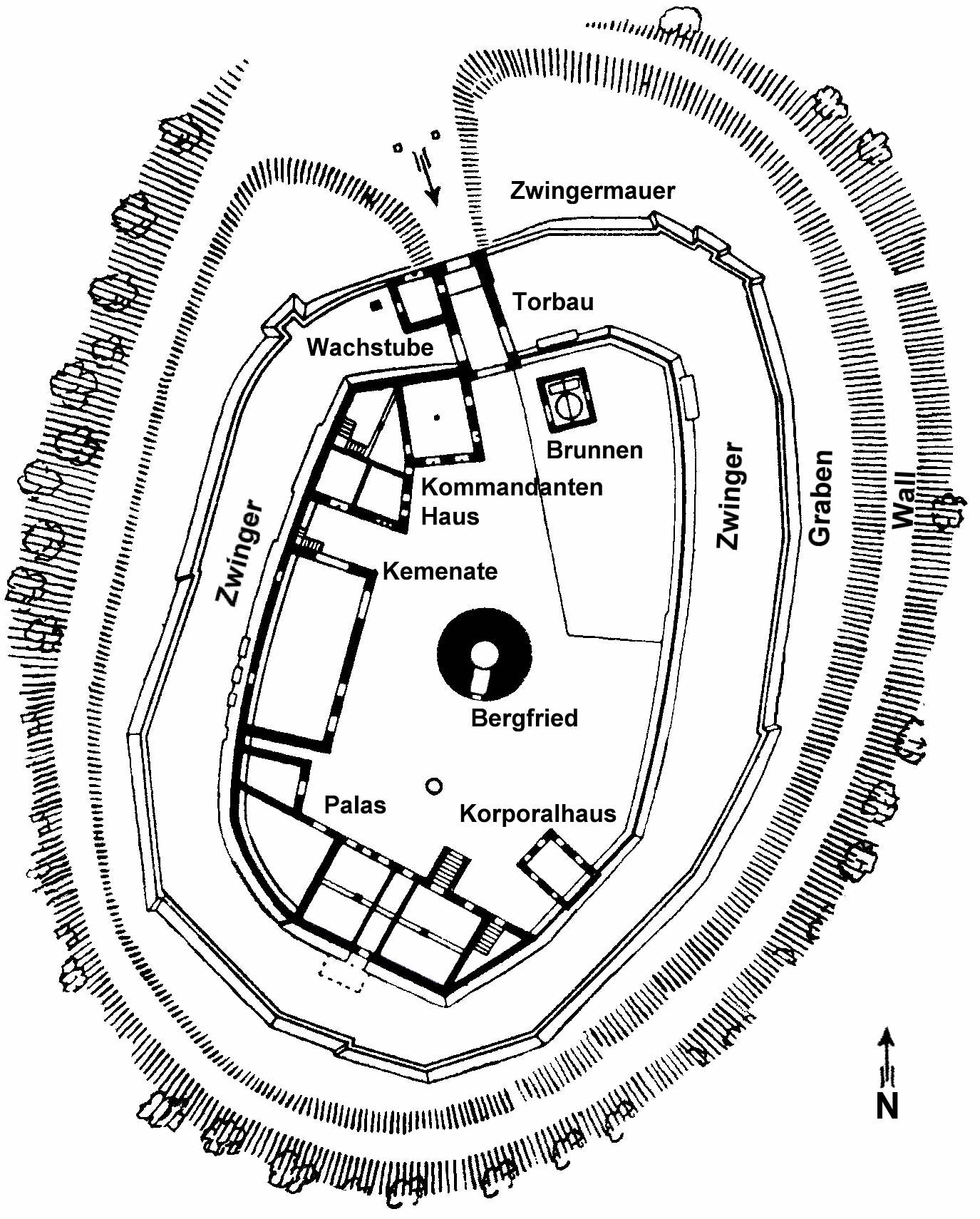
Plano del castillo de Otzberg, típico gipfelburg alemán.

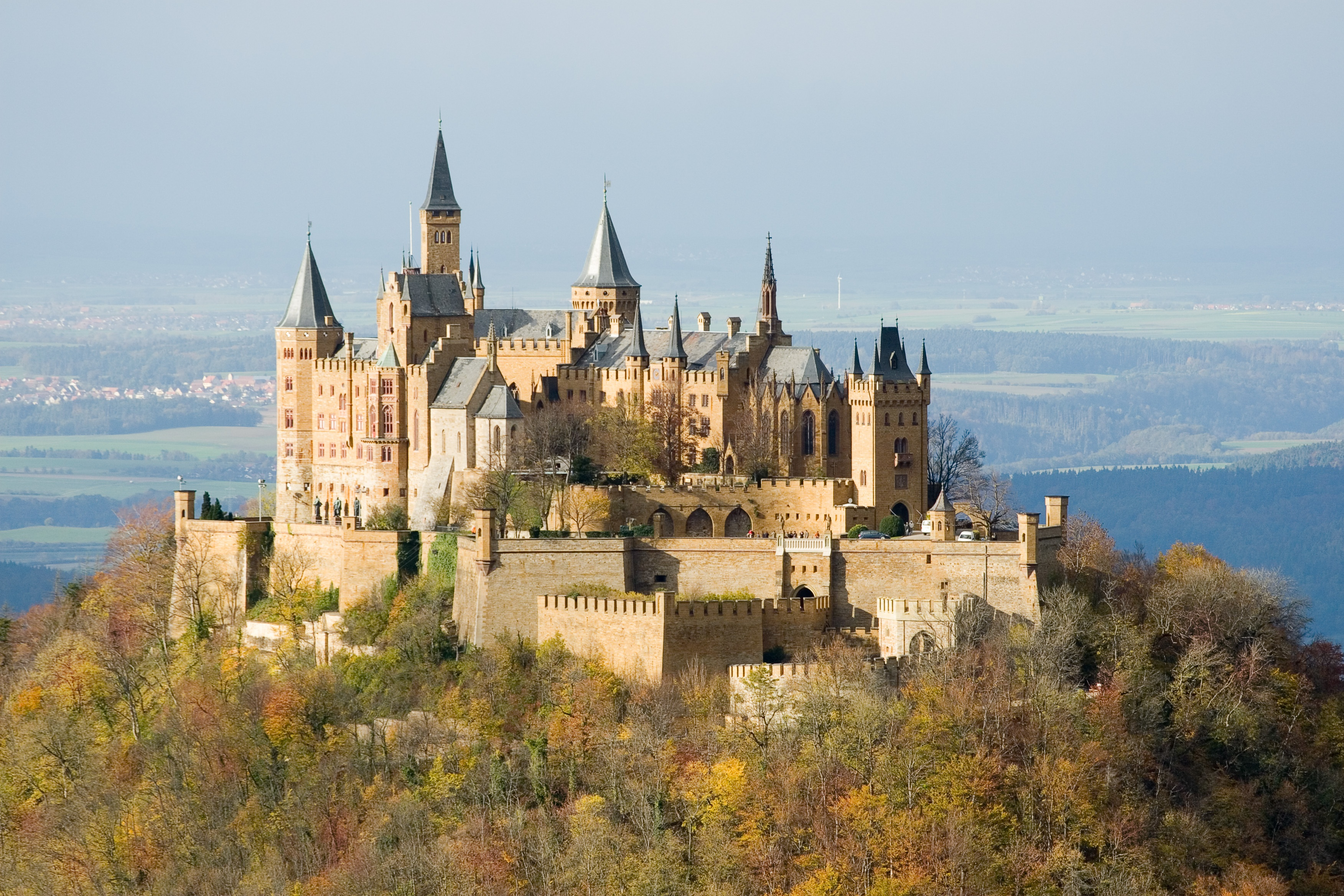
Castillo de Hohenzollern, Baden-Wurtemberg, Alemania.

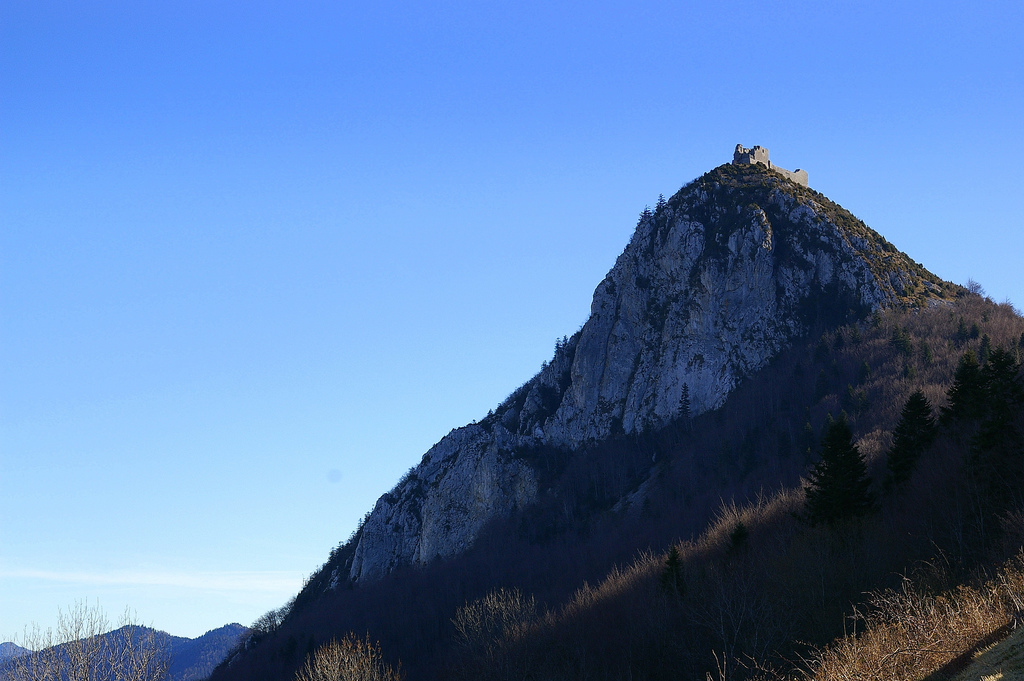
Castillo de Montsegur, sur de Francia.

El castillo de cima (en alemán: Gipfelburg) es un tipo de castillo de colina construido en la cima de una colina o montaña. La principal ventaja de esta ubicación era su inaccesibilidad. Los empinados flancos de la colina hacían los asaltos al castillo muy difíciles, en ocasiones, imposible. Además solían disponer de un gran campo de vista y tiro sobre los alrededores. La altura del castillo sobre el área local también los protegía del bombardeo y resaltaba su estatus como residencia.
Sin embargo, estos castillos presentaban dificultades logísticas. Sin bombas lo suficientemente fuertes, el suministro de agua podría ser problemático si no existía un pozo en las cercanías. El transporte de los alimentos, de los animales de trabajo y otros bienes también se veían dificultados por la ubicación y el clima adverso que generalmente hacía que las condiciones de vida en ese tipo de castillo fueran menos cómodas. Otro problema era el aislamiento de tales castillos que hacía que la retirada de los soldados de infantería armados al castillo se veía obstaculizada por el terreno, tanto más para la caballería. Por lo tanto, su control sobre la región circundante no siempre era el adecuado.
Los francos introdujeron los castillos de cima y los montanos en la Edad Media para obstaculizar el despliegue de maquinaria pesada de asedio. Mientras que los castillos montanos tenían que estar preparados para defenderse de tales equipos en su lado accesible, los castillos en las colinas estaban completamente rodeados por pendientes empinadas que impedían efectivamente el uso de tales máquinas.
El ejemplo clásico de un castillo alemán de cima de una colina es el Otzberg del siglo XIII, que comprende un bergfried de planta circular en una colina sobre el pueblo homónimo. El bergfried está rodeado por patios interiores y exteriores concéntricos de forma ovalada y un foso externo.
Los cátaros utilizaron una serie de castillos inaccesibles de cima como refugios, tales como el castillo de Montségur, que se encuentra en la cima de una montaña rocosa.
Al igual que otros castillos de colina, perdieron su importancia durante el transcurso de la Edad Media. El surgimiento de las ciudades como centros económicos y políticos redujo el valor de tales castillos para el comercio y el gobierno.
En España, un buen ejemplo sería el castillo de Peñafiel.